# Outriaz
Outriaz és un municipi francès situat al departament de l'Ain i a la regió d'Alvèrnia-Roine-Alps. L'any 2007 tenia 275 habitants.

## Demografia

### Població
El 2007 la població de fet d'Outriaz era de 275 persones. Hi havia 108 famílies de les quals 22 eren unipersonals (9 homes vivint sols i 13 dones vivint soles), 34 parelles sense fills, 43 parelles amb fills i 9 famílies monoparentals amb fills.
La població ha evolucionat segons el següent gràfic:
Habitants censats

### Habitatges
El 2007 hi havia 140 habitatges, 108 eren l'habitatge principal de la família, 8 eren segones residències i 25 estaven desocupats. 127 eren cases i 12 eren apartaments. Dels 108 habitatges principals, 82 estaven ocupats pels seus propietaris, 13 estaven llogats i ocupats pels llogaters i 13 estaven cedits a títol gratuït; 2 tenien dues cambres, 15 en tenien tres, 19 en tenien quatre i 71 en tenien cinc o més. 83 habitatges disposaven pel capbaix d'una plaça de pàrquing. A 38 habitatges hi havia un automòbil i a 59 n'hi havia dos o més.

### Piràmide de població
La piràmide de població per edats i sexe el 2009 era:
| Homes | Edats   | Dones |
| ----- | ------- | ----- |
| 0     | 95 o +  | 0     |
| 0     | 90 a 94 | 0     |
| 0     | 85 a 89 | 4     |
| 0     | 80 a 84 | 4     |
| 12    | 75 a 79 | 4     |
| 0     | 70 a 74 | 4     |
| 8     | 65 a 69 | 8     |
| 0     | 60 a 64 | 12    |
| 4     | 55 a 59 | 4     |
| 16    | 50 a 54 | 12    |
| 4     | 45 a 49 | 16    |
| 20    | 40 a 44 | 8     |
| 8     | 35 a 39 | 4     |
| 4     | 30 a 34 | 8     |
| 0     | 25 a 29 | 4     |
| 4     | 20 a 24 | 4     |
| 16    | 15 a 19 | 12    |
| 8     | 10 a 14 | 28    |
| 16    | 5 a 9   | 16    |
| 4     | 0 a 4   | 8     |

## Economia
El 2007 la població en edat de treballar era de 187 persones, 138 eren actives i 49 eren inactives. De les 138 persones actives 134 estaven ocupades (75 homes i 59 dones) i 4 estaven aturades (1 home i 3 dones). De les 49 persones inactives 20 estaven jubilades, 18 estaven estudiant i 11 estaven classificades com a «altres inactius».

### Ingressos
El 2009 a Outriaz hi havia 97 unitats fiscals que integraven 261,5 persones, la mediana anual d'ingressos fiscals per persona era de 20.387 €.

### Activitats econòmiques
Dels 7 establiments que hi havia el 2007, 1 era d'una empresa de fabricació d'altres productes industrials, 1 d'una empresa de construcció, 2 d'empreses de comerç i reparació d'automòbils, 1 d'una empresa de transport, 1 d'una empresa d'hostatgeria i restauració i 1 d'una empresa financera.
Dels 2 establiments de servei als particulars que hi havia el 2009, 1 era una fusteria i 1 restaurant.

## Equipaments sanitaris i escolars
El 2009 hi havia una escola elemental integrada dins d'un grup escolar amb les comunes properes formant una escola dispersa.

## Poblacions més properes
El següent diagrama mostra les poblacions més properes.